# Siopla derance
Siopla derance är en fjärilsart som beskrevs av Frederick H. Rindge 1986. Siopla derance ingår i släktet Siopla och familjen mätare. Inga underarter finns listade i Catalogue of Life.